# NGC 29
NGC 29 je galaksija u zviježđu Andromeda.

## Vanjske poveznice
- SEDS: NGC 0029